# Ivan Holmberg
Ivan Eugén Holmberg, född 4 januari 1901 i Harlösa församling, Malmöhus län, död 21 mars 1970 i Lund, var en svensk socialdemokratisk kommunalpolitiker.
Holmberg, som var son till smidesmästare Olander Holmberg och Anna Nilsson, blev bandagist vid Lunds lasarett 1920 och var bandagemästare där 1948–1963. Han var ledamot av Malmöhus läns landsting 1951–1966, av stadsfullmäktige i Lunds stad från 1938, vice ordförande i drätselkammaren från 1954 (ledamot 1940, ordförande 1945–1954) och kommunalråd från 1964. Han var ordförande i styrelsen för Centrala verkstadsskolan från 1958, i Lunds stads Fastighets AB från 1948 och styrelseledamot i Skånska Brand 1950–1962.